# 党卫队第2步兵旅
党卫队第2步兵旅是黨衛隊的一個旅，组建于1941年5月15日，下辖党卫队第4和第5步兵团，于9月在北方集团军群后方军区开始服役。后来，该旅逐渐开始将党卫队的一些外籍军团纳入其下。该旅在1943年5月18日被改编为党卫队第2拉脱维亚旅。